# 1158
Évszázadok: 11. század – 12. század – 13. század
Évtizedek: 1100-as évek – 1110-es évek – 1120-as évek – 1130-as évek – 1140-es évek – 1150-es évek – 1160-as évek – 1170-es évek – 1180-as évek – 1190-es évek – 1200-as évek
Évek: 1153 – 1154 – 1155 – 1156 –  1157 – 1158 – 1159 – 1160 – 1161 – 1162 – 1163

## Események
- január 11. – I. Ulászló cseh király (II. Ulászló fejedelem) királlyá megkoronázása.
- I. Frigyes német-római császár második itáliai hadjárata során megfosztja önkormányzatuktól a lombardiai városokat. II. Géza magyar király 600 íjásszal támogatja a császár seregét.
- augusztus 31. – III. Sancho kasztíliai király korai halála után fia, a 3 éves VIII. Alfonz lép trónra (1214-ig uralkodik).
- István herceg és László herceg Bizáncba távoznak, miután terveik bátyjuk II. Géza trónjának megszerzésére kudarcot vallottak.
- Nidzsó japán császár trónra lépése.
- A fontsterling bevezetése Angliában.

## Halálozások
- február 13. után – Martyrius esztergomi érsek (* ?)
- augusztus 31. – III. Sancho kasztíliai király (* 1135)
- szeptember 22. – Freisingi Ottó